# 館山寺索道

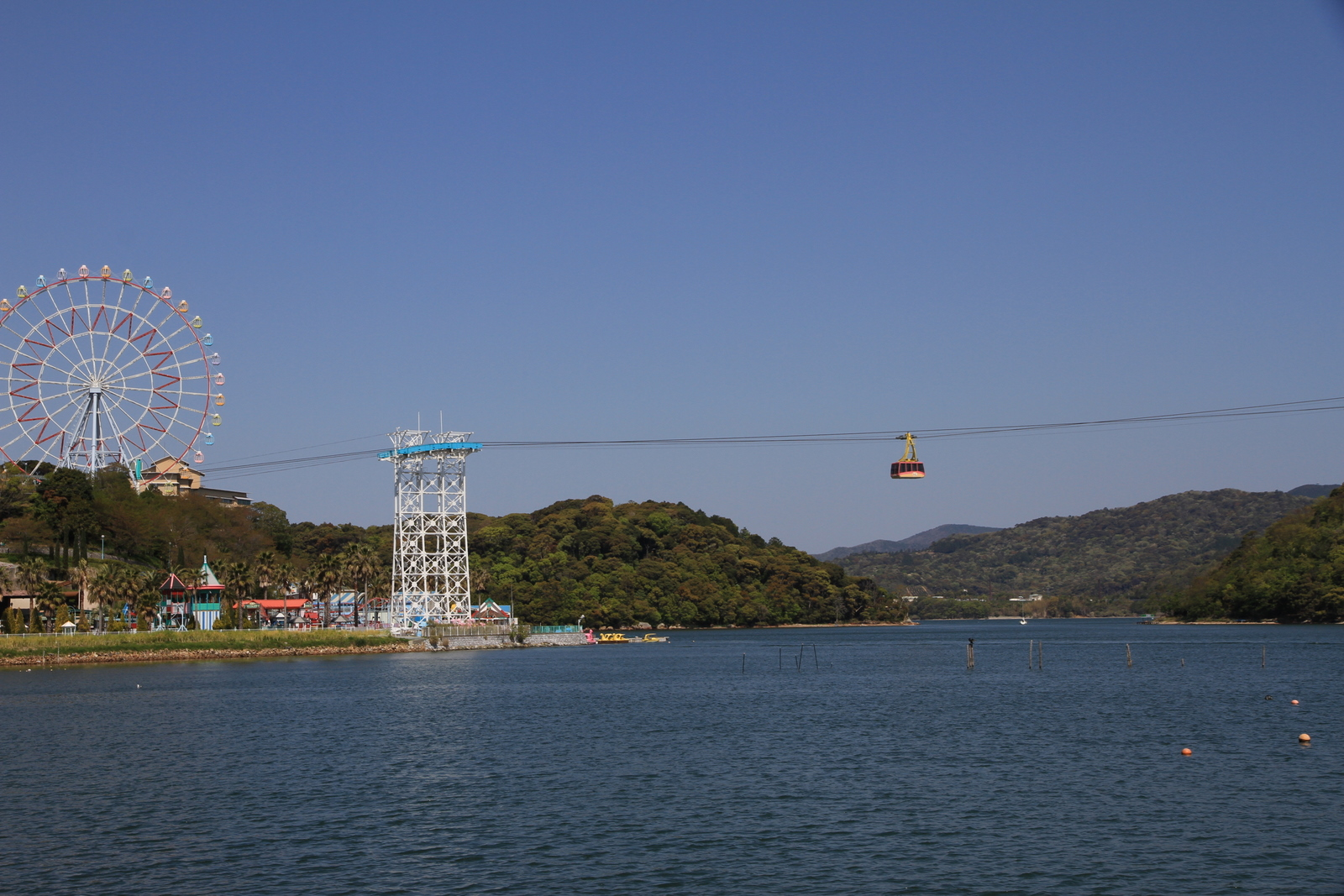
從濱名湖的內浦望向館山寺索道

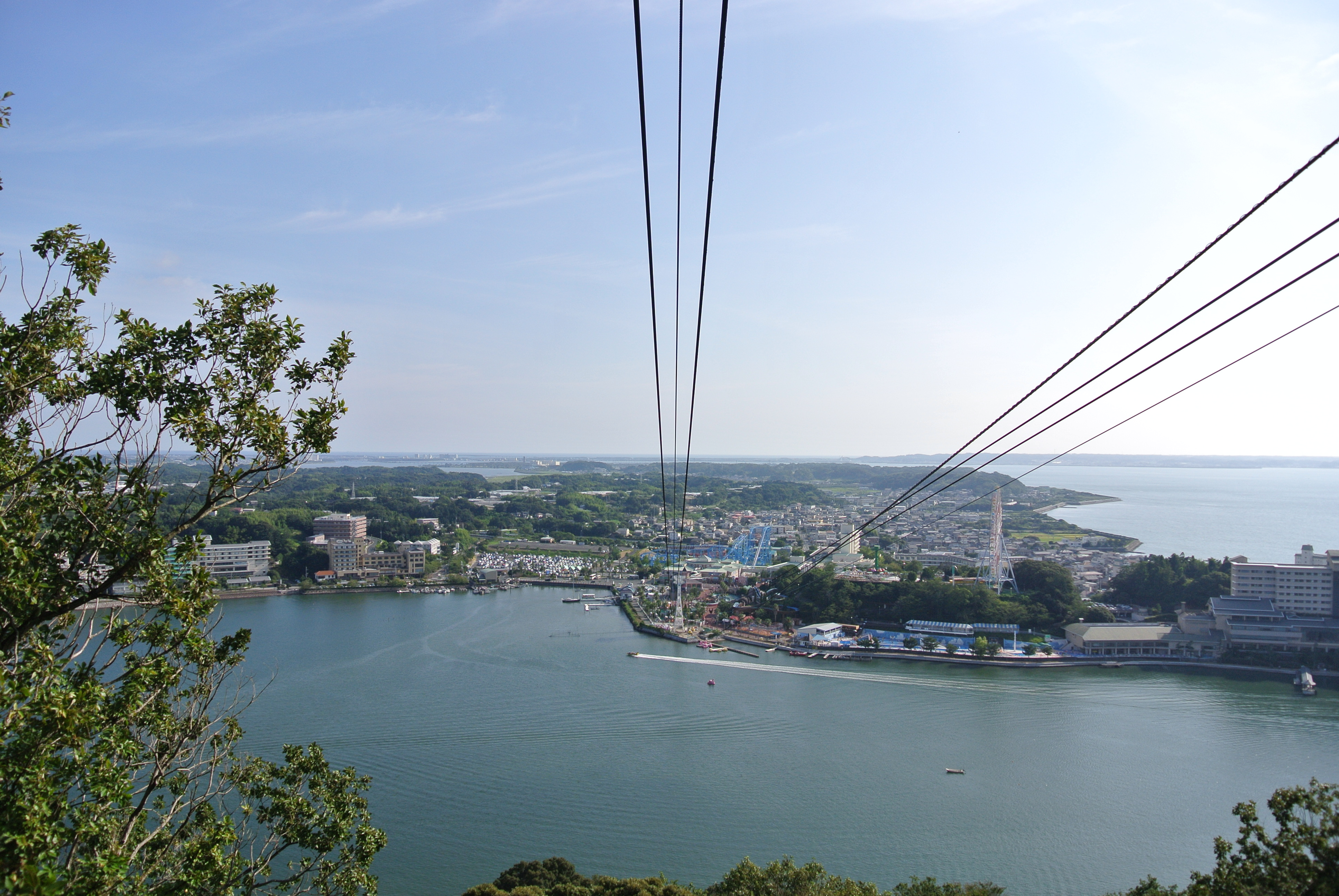
在車廂內觀看風景

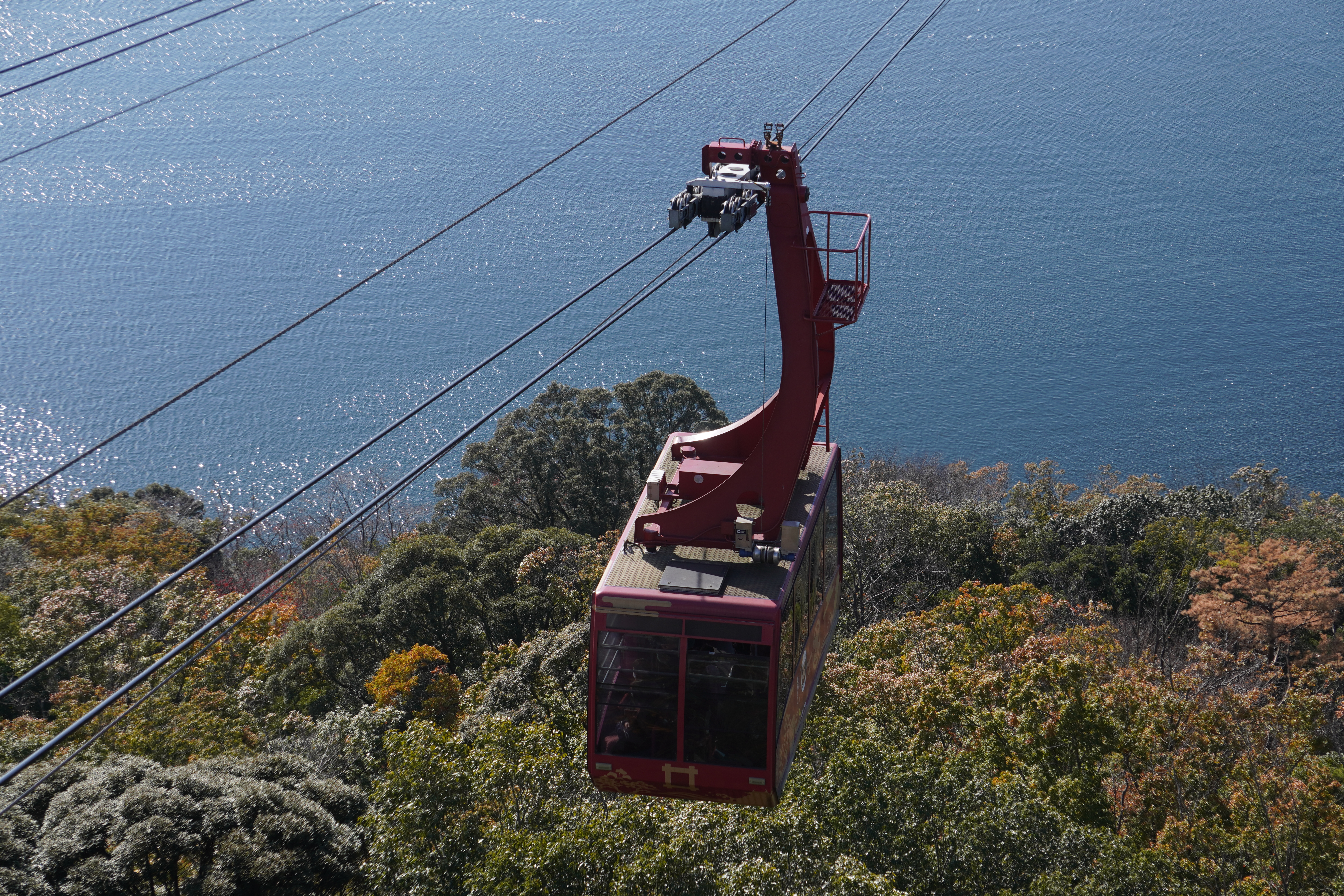
索道車廂

館山寺索道是一條由遠州鐵道擁有，位於靜岡縣濱松市中央區館山寺町的索道。索道中途會通過吳松町。

## 概要
索道橫跨濱名湖的內灣，該處稱為「內浦」。標榜「日本唯一湖上索道」。
索道連接館山寺站和大草山站之間。館山寺站鄰接遊樂場「濱名湖PalPal」，大草山站鄰接「濱名湖八音盒博物館」。
在2011年10月1日起，營運業務委托遠鐵觀光開發（新）負責。

## 路線數據
- 路線距離：723米
- 方式：2支索1曳索
- 車站數目：2個（包括起終點站）
- 塔數目：2座
- 運輸速度：每秒5米
- 所需時間：4分鐘
- 最大坡度：16度
- 高低差：113米

## 車票
- 普通車費中，成人單程400日圓，小童半價，沒有來回優惠。
- 設有濱名湖PalPal入場票的套票、濱名湖八音盒博物館的套票，以及兩者套票。
- 購買車票時使用遠鐵卡（日语：えんてつカード）可獲得點數。

## 歷史
- 1960年（昭和35年）12月 - 遠鐵觀光開發（舊）開設此索道。
- 1999年（平成11年）
  - 1月10日 - 索道進行翻新，當日起暫停服務。
  - 4月24日 - 翻新完成重開。
- 2011年（平成23年）10月1日 - 遠州鐵道收購合併遠鐵觀光開發（舊），合併後索道由遠州鐵道支擁有。另外，（舊）遠鐵觀光開發事業由（新）遠鐵觀光開發繼承，委托了新公司營運。
- 2016年（平成28年）8月 - 日月潭纜車與此索道簽定締結友好協議。

## 車站列表
館山寺站（34°45′49.7″N 137°37′2.6″E / 34.763806°N 137.617389°E） –  大草山站（34°46′11.6″N 137°37′13.9″E / 34.769889°N 137.620528°E）

## 注腳
1. ↑  中島信. . 扶桑社. 2017-09-10: 126–127. ISBN 978-4-594-07781-5.
2. ↑  . 濱松經濟新聞. 2014-03-03  [2022-03-09]. （原始内容存档于2024-10-08）.
3. ↑  . My Navi News. 2019-05-26  [2022-03-09]. （原始内容存档于2024-10-07）.
4. ↑   （页面存档备份，存于）（日語）

## 外部連結
- 館山寺索道 （页面存档备份，存于）（日語）